# Хичкок (озеро)
Хичкок (англ. Lake Hitchcock) — ледниковое озеро, которое образовалось примерно 15 000 лет назад в конце плейстоценовой эпохи. После отступления лаврентийского щита, накопленные морены заблокировали реку Коннектикут, создав длинные, узкие озёра. Озеро существовало около 3000 лет, после чего сочетание эрозии и продолжающихся геологических изменений, вероятно, вызвало его осушение. По своей длине, озеро Хичкок тянулось от морен (сегодня Роки Хилл, Коннектикут), до теперешнего города Сент-Джонсбери, Вермонт (около 320 км).
Озеро Хичкок является важной частью геологии Коннектикута. Оно смывало годовые слои отложений: ила и песка в летнее время (за счет талых ледниковых вод) и глины в зимнее время (при замерзании). Озеро было названо в честь Эдварда Хичкока, геолога из Амхерстского колледжа, который изучал его.